# National Club Championship
National Club Championship – drużynowe rozgrywki szachowe w Irlandii, organizowane przez Irish Chess Union. Zwycięzca rozgrywek zostaje mistrzem kraju.

## Historia
Mistrzostwa zostały zainaugurowane w 1954 roku. Prawo do udziału w nich mieli zwycięzcy lig prowincjonalnych. Początkowo odbywały się w formacie pucharowym, pierwotnie wiosną, tuż po zakończeniu lig prowincjonalnych. W 1976 zainaugurowano format ligowy, który na stałe był stosowany od początku lat 80. Uczestniczyli w nim zwycięzcy czterech lig prowincjonalnych. W 2009 roku wprowadzono otwarty turniej rozgrywany systemem szwajcarskim. Warunkiem dopuszczenia do ligi był średni ranking zawodników na poziomie minimum 1600.

## Medaliści
Źródło: Irish Chess History
| Sezon | 1. miejsce                   | 2. miejsce                     | 3. miejsce                   |
| ----- | ---------------------------- | ------------------------------ | ---------------------------- |
| 1954  | Eoghan Ruadh Chess Club      | QUB Chess Club                 | –                            |
| 1955  | Clontarf Chess Club          | QUB Chess Club                 | –                            |
| 1956  | Eoghan Ruadh Chess Club      | Galway Chess Club              | –                            |
| 1957  | QUB Chess Club               | Arklow Chess Club              | –                            |
| 1958  | Dublin Chess Club            | Derry Chess Club               | –                            |
| 1959  | nie rozegrano finału         | nie rozegrano finału           | –                            |
| 1960  | Dublin Chess Club            | Derry Chess Club               | –                            |
| 1961  | brak danych                  | brak danych                    | –                            |
| 1962  | Eoghan Ruadh Chess Club      | Derry Chess Club               | –                            |
| 1963  | Collegians Chess Club        | Derry Chess Club               | –                            |
| 1964  | Derry Chess Club             |                                | –                            |
| 1965  | Dublin Chess Club            | Derry Chess Club               | –                            |
| 1966  | QUB Chess Club               | Dublin Chess Club              | –                            |
| 1967  | brak danych                  | brak danych                    | –                            |
| 1968  | brak danych                  | brak danych                    | –                            |
| 1969  | brak danych                  | brak danych                    | –                            |
| 1970  | brak danych                  | brak danych                    | –                            |
| 1971  | Dublin Chess Club            | Bellevue Chess Club            | –                            |
| 1972  | brak danych                  | brak danych                    | –                            |
| 1973  | brak danych                  | brak danych                    | –                            |
| 1974  | brak danych                  | brak danych                    | –                            |
| 1975  | brak danych                  | brak danych                    | –                            |
| 1976  | Fisherwick Chess Club        | CCYMS Chess Club               | UCD Chess Club               |
| 1977  | brak danych                  | brak danych                    | –                            |
| 1978  | UCC Chess Club               | QUB Chess Club                 | –                            |
| 1979  | Collegians Chess Club        | City of Derry Chess Club       | –                            |
| 1980  | brak danych                  | brak danych                    | –                            |
| 1981  | UCC Chess Club               | Dublin Chess Club              | City of Derry Chess Club     |
| 1982  | Dublin Chess Club            | Castlebar Chess Club           | –                            |
| 1983  | brak danych                  | brak danych                    | –                            |
| 1984  | Kevin Barry Chess Club       | Newtownards Chess Club         | CCYMS Chess Club             |
| 1985  | Kevin Barry Chess Club       | Dundrum Chess Club             | QUB Chess Club               |
| 1986  | Kevin Barry Chess Club       | Fisherwick Chess Club          | Dundrum Chess Club           |
| 1987  | brak danych                  | brak danych                    | –                            |
| 1988  | Fisherwick Chess Club        | Rathmines Chess Club           | –                            |
| 1989  | Rathmines Chess Club         | Fisherwick Chess Club          | –                            |
| 1990  | brak danych                  | brak danych                    | –                            |
| 1991  | Douglas Chess Club           | Derry Chess Club               | –                            |
| 1992  | Douglas Chess Club           | St Benildus/Dundrum Chess Club | –                            |
| 1993  | brak danych                  | brak danych                    | –                            |
| 1994  | Fisherwick Chess Club        |                                |                              |
| 1995  | brak danych                  | brak danych                    | brak danych                  |
| 1996  | brak danych                  | brak danych                    | brak danych                  |
| 1997  | North Belfast Chess Club     | Crumlin Chess Club             | Malachians Chess Club        |
| 1998  | Crumlin Chess Club           | Limerick Chess Club            | Cork City Chess Club         |
| 1999  | Bray Chess Club              | North Belfast Chess Club       | Limerick Chess Club          |
| 2000  | Bray Chess Club              | Dublin Chess Club              | –                            |
| 2001  | Bray Chess Club              | Crumlin Chess Club             | Cork Chess Club              |
| 2002  | Phibsboro Chess Club         | RVH Chess Club                 | Bray Chess Club              |
| 2003  | mistrzostw nie rozegrano     | mistrzostw nie rozegrano       | mistrzostw nie rozegrano     |
| 2004  | Rathmines/Crumlin Chess Club | Phibsboro Chess Club           | Dublin Chess Club            |
| 2005  | Phibsboro Chess Club         | Ennis Chess Club               | Rathmines Chess Club         |
| 2006  | Kilkenny Chess Club          | Galway Chess Club              | Ennis Chess Club             |
| 2007  | Kilkenny Chess Club          | Rathmines Chess Club           | Ennis Chess Club             |
| 2008  | Douglas Chess Club           | Kilkenny Chess Club            | Galway Chess Club            |
| 2009  | Kilkenny Chess Club          | Ennis Chess Club               | Galway Chess Club            |
| 2010  | Bray/Greystones Chess Club   | Kilkenny Chess Club            | Ennis Chess Club             |
| 2011  | Adare Chess Club             | Gonzaga Chess Club             | Galway Chess Club            |
| 2012  | Adare Chess Club             | Gonzaga Chess Club             | Ennis Chess Club             |
| 2013  | Adare Chess Club             | Gonzaga Chess Club             | Galway Chess Club            |
| 2014  | Adare Chess Club             | Galway Chess Club              | Ennis Chess Club             |
| 2015  | Adare Chess Club             | Gonzaga Chess Club             | Loyola Chess Club            |
| 2016  | Gonzaga Chess Club           | Trinity Chess Club             | Bray Chess Club              |
| 2017  | Gonzaga Chess Club           | St Benildus Chess Club         | Dublin University Chess Club |
| 2018  | Gonzaga Chess Club           | Dublin Chess Club              | Ballinasloe Chess Club       |
| 2019  | Gonzaga Chess Club           | Trinity Chess Club             | Elm Mount Chess Club         |
| 2020  | mistrzostw nie rozegrano     | mistrzostw nie rozegrano       | mistrzostw nie rozegrano     |
| 2021  | mistrzostw nie rozegrano     | mistrzostw nie rozegrano       | mistrzostw nie rozegrano     |
| 2022  | mistrzostw nie rozegrano     | mistrzostw nie rozegrano       | mistrzostw nie rozegrano     |
| 2023  | St Benildus Chess Club       | Ennis Chess Club               | Malahide Chess Club          |
| 2024  | Elm Mount Chess Club         | Galway Chess Club              | Ennis Chess Club             |